# Sophie Silfversparre
Gustafva Sophia (Sophie) Amalia Charlotta Silfversparre, född 5 februari 1783 i Stockholm, död 20 februari 1815 i Stockholm, var en svensk hovfröken, målare och tecknare.
Hon var dotter till översten Daniel Georg Silfversparre och hovmästarinnan, grevinnan Catharina Sofia Sinclair. Silfversparre var hovfröken hos prinsessan Sofia Albertina. Som konstnär var hon huvudsakligen verksam som kopist av andra mästares arbeten som hon utförde i olja.